# Oligocottus
Genre
Synonymes
- Eximia (Greeley, 1899)
- Rusciculus (Greeley, 1899)
- Stelgidonotus (Gilbert & Thompson, 1905)
- Greeleya (Jordan, 1920)

Oligocottus est un genre de poissons de la famille des Cottidae (chabots), originaires du nord et de l’est de l’océan Pacifique.

## Espèces
En 2014, cinq espèces sont regroupées dans ce genre :
- Oligocottus latifrons (Gilbert & Thompson, 1905)
- Oligocottus maculosus (Girard, 1856)
- Oligocottus rimensis (Greeley, 1899)
- Oligocottus rubellio (Greeley, 1899)
- Oligocottus snyderi Greeley, 1898